# الیزابت والوآ، ملکه اسپانیا
الیزابت دِ‌ والوا (به اسپانیایی: Isabel de Valois)، ملکه هم‌نشین اسپانیا و دختر آنری دوم، پادشاه فرانسه بود. الیزابت دو فرانس در ۲۳ سالگی درگذشت.